# Абу'л-Айш Ахмад
Абу'л-Айш Ахмад ібн аль-Касім Канун (араб. أبو العيش أحمد بنالقاسم كنون; бл. 928–959) — 12-й імам і султан держави Ідрісидів у Магрибі в 948—954 роках. Мав також лакаб аль-Фадл.

## Життєпис
Син імама і султана Аль-Касіма. Народився в Танжері у 928 році. Відзначався вченністю та знанням ісламського права. У 948 році після смерті батька успадкував трон. Оголосив свого брата Аль-Хасана спадкоємцем трону замість сина Іси.
Намагався скинути залежність від Кордовського халіфату. Розпочав будівництво укріплень біля Тетуану. Згодом відкинув вимогу халіфа Абд ар-Рахмана III передати йому Танжер. У відповідь кордовські війська взяли в облогу Танжер, де знаходився Абу'л-Айш Ахмад. Останній втік до Арзіли, де 954 року зрікся влади на користь брата Аль-Хасана II.
Після цього отримав дозвіл приєднатися до війська Абд ар-Рахмана III у війнах проти християнських держав на Піренейському півострові. 959 року під час одного з походів загинув.